# Unité urbaine de Fleury
L'unité urbaine de Fleury est une unité urbaine française centrée sur la ville de Fleury, dans département de l'Aude. 

## Données générales
En 2010, selon l'INSEE, l'unité urbaine de Fleury est composée de deux communes, toutes situées dans le département de l'Aude, plus précisément dans l'arrondissement de Narbonne.
L'unité urbaine de Fleury est un pôle urbain de l'aire urbaine de Narbonne.

## Délimitation de l'unité urbaine de 2010
L'unité urbaine de Fleury selon la nouvelle délimitation de 2010 et population municipale de 2014.
| Nom           | Code Insee | Département | Statut       | Superficie (km2) | Population (dernière pop. légale) | Densité (hab./km2) | Modifier                                    |
| ------------- | ---------- | ----------- | ------------ | ---------------- | --------------------------------- | ------------------ | ------------------------------------------- |
| Fleury        | 11145      | Aude        | ville-centre | 51,27            | 4 071 (2022)                      | 79                 | modifier les données · modifier les données |
| Salles-d'Aude | 11370      | Aude        | banlieue     | 18,15            | 3 280 (2022)                      | 181                | modifier les données · modifier les données |

## Évolution démographique
| 1968  | 1975  | 1982  | 1990  | 1999  | 2009  | 2014  | 2017  | 2019  | - |
| ----- | ----- | ----- | ----- | ----- | ----- | ----- | ----- | ----- | - |
| 3 412 | 3 272 | 3 537 | 3 974 | 4 449 | 5 971 | 7 107 | 7 080 | 7 012 | - |

## Sources
1. ↑  Composition communale de l'unité urbaine de Fleury selon le nouveau zonage de 2010
2. ↑  Population légale de l'unité urbaine de Fleury